# Uracanthus longicornis
Uracanthus longicornis är en skalbaggsart som beskrevs av Lea 1916. Uracanthus longicornis ingår i släktet Uracanthus och familjen långhorningar. Inga underarter finns listade i Catalogue of Life.